# Bruine tinamoe
De bruine tinamoe (Crypturellus obsoletus) is een vogel uit de familie tinamoes (Tinamidae). De wetenschappelijke naam van de soort is voor het eerst geldig gepubliceerd in 1815 door Temminck.

## Beschrijving
De bruine tinamoe wordt ongeveer 25–30 cm groot en 350-550 g zwaar. De kleuren kunnen variëren van donkerbruin tot kastanjebruin.

## Voedsel
De bruine tinamoe voedt zich met fruit, zaden en insecten.

## Voortplanting
Een vrouwtje legt 4-5 eieren in een nest tussen boomwortels.

## Voorkomen
De soort komt wijdverbreid voor in Zuid-Amerika en telt negen ondersoorten:
- C. o. cerviniventris: noordelijk Venezuela.
- C. o. knoxi: noordwestelijk Venezuela.
- C. o. castaneus: van oostelijk Colombia tot noordelijk Peru.
- C. o. ochraceiventris: centraal Peru.
- C. o. traylori: zuidoostelijk Peru.
- C. o. punensis: zuidoostelijk Peru, noordelijk Bolivia.
- C. o. griseiventris: het noordelijke deel van centraal Brazilië.
- C. o. hypochraceus: zuidwestelijk Brazilië.
- C. o. obsoletus: zuidelijk Brazilië, Paraguay, noordoostelijk Argentinië.

## Beschermingsstatus
Op de Rode Lijst van de IUCN heeft de soort de status niet bedreigd.

## Afbeeldingen

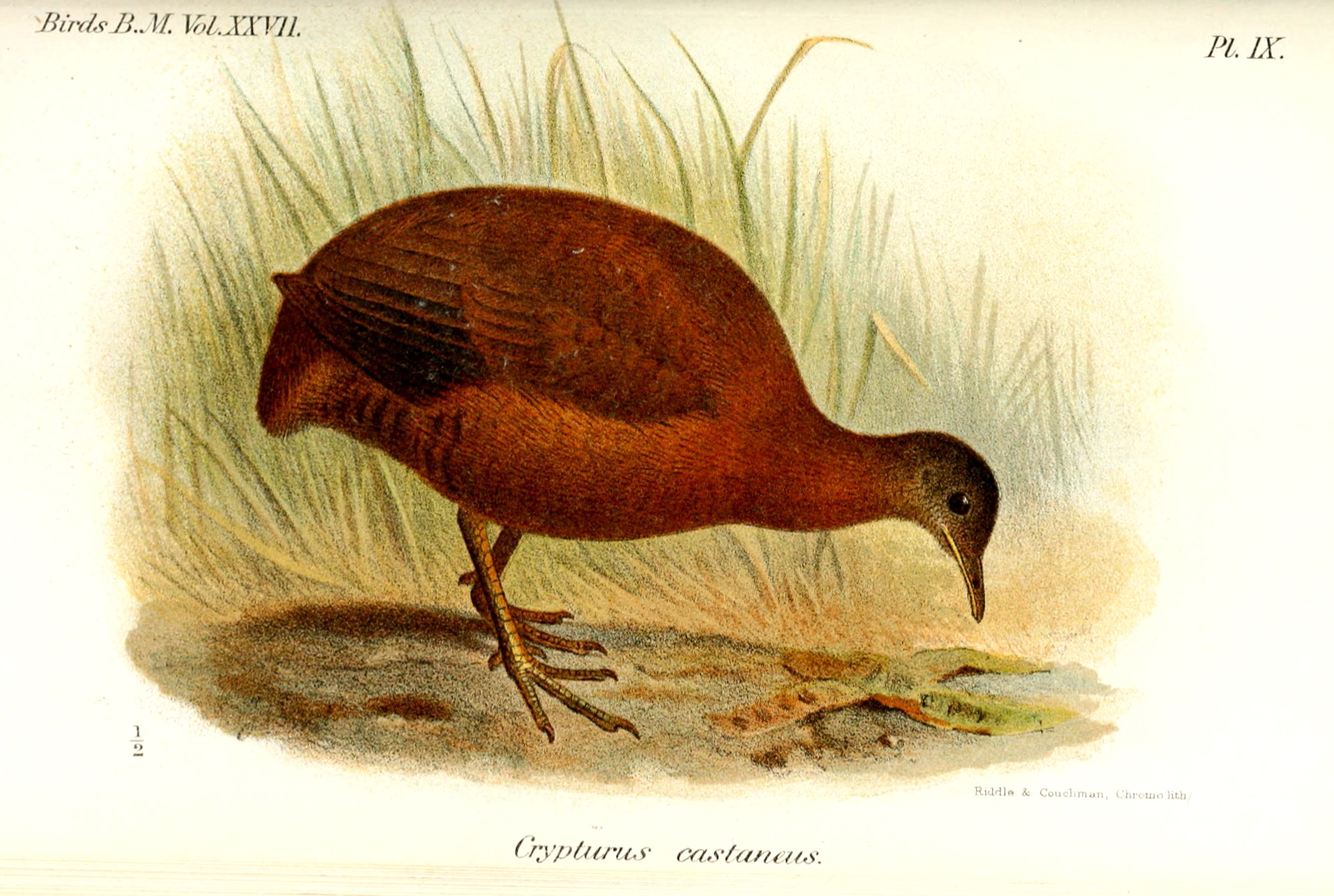
Afbeelding van John Gerrard Keulemans (1895)